# Michael Konsel
Michael Konsel (* 6. März 1962 in Wien) ist ein ehemaliger österreichischer Fußballspieler.

## Vereinskarriere
Durch seinen Großvater kam er im Alter von sechs Jahren zu Fortuna 05, einem Wiener Traditionsverein in Döbling, wo er zunächst als linker Außendecker zu spielen begann. Mit zirka neun Jahren nahm er erstmals die Position des Torhüters ein, die er von nun an für den Rest seiner Fußballerkarriere innehaben sollte. Mit 16 Jahren wechselte Konsel zum FC Kritzendorf, wo er sofort Tormann der Kampfmannschaft wurde.
Der damalige Trainer des First Vienna FC 1894, Peter Müller, lotste das damals 19-jährige Talent schließlich zum Wiener Traditionsklub auf die Hohe Warte. 1982 wurde Konsel Reservetormann der U21-Auswahl und bereits ein Jahr später 3. Tormann in der Kampfmannschaft der Vienna. Nur ein halbes Jahr später nominierte ihn der Trainer zur neuen Nr. 1.
Im Jänner 1985 wechselte Konsel zum SK Rapid Wien nach Hütteldorf. Im selben Jahr schaffte er es mit Rapid erstmals ins Europacupfinale der Cupsieger, wobei ihm zugutekam, dass Rapids Standardtormann Herbert Feurer verletzt ausfiel, und wurde auch zum ersten Mal in die österreichische Fußballnationalmannschaft einberufen. Michael Konsel blieb 12 Jahre bei Rapid und absolvierte in dieser Zeit 395 Meisterschaftsspiele, 45 Cupspiele und 42 Europacupspiele. Insgesamt wurde er mit Rapid dreimal österreichischer Meister (1986/87, 1987/88, 1995/96), dreimal österreichischer Cupsieger (1984/85, 1986/87, 1994/95) und erreichte zweimal das Endspiel im Europacup der Cupsieger (1984/85, 1995/96). Durch seine bravourösen Leistungen im Tor der Hütteldorfer wurde er zum Liebling vieler Rapid-Fans, die ihn auch den „Panther von Hütteldorf“ nannten. Mit den zuvor genannten 395 Partien ist Konsel damit der Spieler mit den drittmeisten Meisterschaftsspielen für Rapid hinter Peter Schöttel und Steffen Hofmann.
1997 wechselte er zur AS Rom in die italienische Serie A, wo er in seiner ersten Saison gleich zum besten Tormann der Liga gewählt wurde. Binnen kürzester Zeit avancierte er zum Liebling der Roma-Fans, die ihm den Spitznamen „Pantera“ gaben. Nach der zweiten Fußball-Weltmeisterschafts-Teilnahme 1998 musste Michael Konsel an der linken Achillessehne operiert werden. Er kämpfte sich nach dieser Operation allerdings wieder zurück und feierte im April 1999 sein Comeback im Tor der AS Rom. Sein letzter Wechsel fand im Herbst 1999 zur AC Venedig statt, wo er noch für ein Jahr spielte. Michael Konsel beendete seine aktive Fußballerkarriere am 28. Jänner 2002.

## Nationalteam
Im österreichischen Nationalteam absolvierte Konsel 43 Länderspiele und nahm an zwei Weltmeisterschaftsendrunden (1990 Italien und 1998 Frankreich) teil. Bei der Endrunde in Italien fungierte er als Ersatztorhüter, bei jener in Frankreich war er selbst die Nummer 1 und kam zu drei WM-Einsätzen. Sein erstes Länderspiel absolvierte er bereits am 16. Oktober 1985 in Linz, als er (damals von Teamchef Branko Elsner als "Nr. 2 hinter Klaus Lindenberger" apostrophiert – Lindenberger musste verletzungsbedingt passen) beim 0:3 im Freundschaftsspiel gegen Jugoslawien zum Einsatz kam.
Erst zehn Jahre später wurde er für längere Zeit Nummer 1. Seinen Abschied vom Nationalteam feierte er vor 48.000 Fans im Ernst-Happel-Stadion in einem Freundschaftsspiel gegen den Fußball-Weltmeister von 1998, Frankreich.

## Erfolge und Auszeichnungen
- 3× österreichischer Meister: 1986/87, 1987/88, 1995/96
- 3× österreichischer Cupsieger: 1984/85, 1986/87, 1994/95
- 3× österreichischer Supercupsieger: 1986, 1987, 1988
- 2× im Europacupfinale der Cupsieger: 1984/85, 1995/96
- Aufsteiger des Jahres: 1985
- Tormann des Jahres in der österreichischen Bundesliga laut Krone und Kurier: 1987/88, 1994/95, 1995/96, 1996/97
- Bester Tormann der Serie A in Italien/AS Rom: 1997/98
- Österreichs Fußballer des Jahres:
  - Krone-Fußballerwahl: 1987, 1995
  - APA-Fußballerwahl: 1995
  - VdF-Ehrenpreis des Jahres: 1998
- 43 Länderspiele für das ÖFB-Team
- Teilnahme an den WM-Endrunden 1990 und 1998 (3 Einsätze)
- Goldenes Verdienstzeichen der Republik Österreich: 2002
- Verleihung des Berufstitels Kommerzialrat: 2011

## Sonstiges
Konsel ist verheiratet und hat zwei Söhne.
Neben seiner Karriere engagiert er sich bis heute auch für den Torhüternachwuchs in Österreich und rief 1995 mit seinem Freund und ehemaligen Vienna Teamkollegen Alexander Elstner die „Michael-Konsel-Goalie-Camps“, ein Fußballcamp für Kinder und Jugendliche, ins Leben.
Ab März 2007 nahm er an der dritten Staffel Dancing Stars teil. Dabei schied er in der vierten Runde mit seiner Partnerin Nicole Kuntner aus.